# Innocent Blood (musikgruppe)
 For alternative betydninger, se Innocent Blood. (Se også artikler, som begynder med Innocent Blood)
Innocent Blood er et dansk rock-band, der er bedst kendt for sangen Første Gang, der var soundtrack til filmen Kærlighed ved første hik fra 1999.
Bandet blev dannet på spillestedet Stengade 30 i København i 1993 og består af Ditlev Ulriksen (vokal og kor), Lars Prag Hansen (bas), Jesper Hofmann Lindahl (guitar og keyboards) og Ulrik Münster-Swendsen (trommer og percussion).

## Diskografi
- Through The Haze (1996)
- Excess Overload (1997)
- Soundtrack Fra Kærlighed Ved Første Hik (1999)
- Et Sted Derude ( (2002)
- 6 (2007)